# Leszek Surawski
Leszek Surawski (ur. 18 lipca 1960 w Gołdapi) – generał Wojska Polskiego w stanie spoczynku. W latach 2017–2018 Szef Sztabu Generalnego Wojska Polskiego.

## Życiorys
W latach 1980–1984 był podchorążym Wyższej Szkoły Oficerskiej Wojsk Zmechanizowanych im. Tadeusza Kościuszki we Wrocławiu. W latach 1984–1989 pełnił służbę w 75 Pułku Zmechanizowanym w Bartoszycach na stanowisku dowódcy plutonu, a następnie dowódcy kompanii i dowódcy batalionu. W 1989 rozpoczął studia w Akademii Sztabu Generalnego w Rembertowie, która w następnym roku została przekształcona w Akademię Obrony Narodowej. Studia ukończył w 1992 i został przydzielony do Dowództwa 1 Warszawskiej Dywizji Zmechanizowanej im. Tadeusza Kościuszki w Legionowie na stanowisko oficera operacyjnego. Od maja 2002 do września 2005 był szefem Wydziału Operacyjnego G-3 Dowództwa 16 Dywizji Zmechanizowanej w Elblągu, a następnie pełnił obowiązki zastępcy szefa sztabu Międzynarodowej Dywizji Centrum-Południe w Iraku. Od sierpnia 2008 piastował stanowisko dowódcy 20 Brygady Zmechanizowanej im. Hetmana Polnego Litewskiego Wincentego Gosiewskiego w Bartoszycach.
Od czerwca 2010 do listopada 2011 pełnił obowiązki zastępcy szefa Zarządu Planowania Operacyjnego P3 Sztabu Generalnego WP.
26 sierpnia 2012 objął dowodzenie 16 Pomorską Dywizją Zmechanizowaną im. Króla Kazimierza Jagiellończyka w Elblągu. Pełnił funkcję jej dowódcy do 4 marca 2016, a z dniem 5 marca objął stanowisko Inspektora Wojsk Lądowych Dowództwa Generalnego Rodzajów Sił Zbrojnych. Stanowisko Inspektora Wojsk Lądowych DG RSZ zajmował do 3 listopada 2016, gdy Minister Obrony Narodowej wyznaczył go na stanowisko I zastępcy Dowódcy Generalnego Rodzajów Sił Zbrojnych. Z dniem 1 lutego 2017 został mianowany na stanowisko szefa Sztabu Generalnego Wojska Polskiego.
Postanowieniem prezydenta Rzeczypospolitej Andrzeja Dudy z dnia 5 maja 2017 r., generał broni Leszek Surawski został wskazany jako osoba przewidziana do mianowania na stanowisko Naczelnego Dowódcy Sił Zbrojnych.
22 lutego 2018 roku prezydent RP Andrzej Duda, na wniosek Ministra Obrony Narodowej Mariusza Błaszczaka, mianował go na stopień generała. Akt mianowania odebrał z rąk prezydenta 1 marca 2018 roku w trakcie obchodów Narodowego Dnia Pamięci „Żołnierzy Wyklętych”. Z dniem 2 lipca 2018 został odwołany ze stanowiska Szefa Sztabu Generalnego Wojska Polskiego przez prezydenta RP Andrzeja Dudę na wniosek Ministra Obrony Narodowej Mariusza Błaszczaka. W styczniu 2019 zakończył służbę wojskową i przeszedł w stan spoczynku.
Znalazł zatrudnienie w International Technology Sourcing Inc. ITS, firmie zajmującej się lobbingiem na rzecz zagranicznych dostawców uzbrojenia.

## Wykształcenie
- 1984 – Wyższa Szkoła Oficerska Wojsk Zmechanizowanych, Wrocław
- 1992 – Akademia Obrony Narodowej, Wydział Wojsk Lądowych, Warszawa
- 1999 – Wyższa Szkoła Rolniczo–Pedagogiczna, podyplomowe studia służby cywilnej Administracji Publicznej Zarządzania Jednostkami Terenowymi oraz Rozwoju Regionalnego i Lokalnego, Siedlce
- 2006 – Akademia Obrony Narodowej, podyplomowe studia operacyjno–strategiczne, Warszawa
- 2008 – Akademia Obrony Narodowej, podyplomowe studia polityki obronnej, Warszawa
- 2010 – Akademia Obrony Narodowej, studia III stopnia (doktoranckie), Warszawa

## Służba wojskowa
Przebieg służby na stanowiskach:
- 1980–1984 – słuchacz Wyższej Szkoły Oficerskiej Wojsk Zmechanizowanych im. Tadeusza Kościuszki, Wrocław
- 1984–1986 – dowódca plutonu piechoty, 75 Pułk Zmechanizowany, Bartoszyce
- 1986–1988 – dowódca kompanii szkolnej, 75 Pułk Zmechanizowany, Bartoszyce
- 1988–1990 – dowódca batalionu piechoty zmot., 75 Pułk Zmechanizowany, Bartoszyce
- 1992–1993 – oficer operacyjny, 1 Warszawskiej Dywizji Zmechanizowanej im. Tadeusza Kościuszki, Legionowo
- 1993–1994 – starszy oficer operacyjny, 1 Dywizja Zmechanizowana, Legionowo
- 1994–1997 – szef szkolenia–zastępca dowódcy 9 Brygady Zmechanizowanej, Siedlce
- 1997–1998 – szef sztabu–zastępca dowódcy 9 Brygady Zmechanizowanej, Siedlce
- 1998–2001 – szef wydziału–zastępca szefa szkolenia, 15 Dywizja Zmechanizowana, Olsztyn
- 2001–2002 – szef wydziału planowania, 1 Korpus Zmechanizowany, Bydgoszcz
- 2002–2005 – szef wydziału operacyjnego, 16 Dywizja Zmechanizowana, Elbląg
- 2006–2007 – zastępca dowódcy 2 Brygady Zmechanizowanej, Budowo
- 2008–2010 – dowódca 20 Bartoszyckiej Brygady Zmechanizowanej, Bartoszyce
- 2010 – zastępca szefa zarządu planowania operacyjnego w Sztabie Generalnym Wojska Polskiego – P3, Warszawa
- 2011-2013 – szef Zarządu Planowania Operacyjnego w Sztabie Generalnym Wojska Polskiego – P3, Warszawa
- 2013-2016 – dowódca 16 Pomorskiej Dywizji Zmechanizowanej, Elbląg
- 2016-2016 – Inspektor Wojsk Lądowych w Dowództwie Generalnym Rodzajów Sił Zbrojnych, Warszawa
- 2016-2017 – I zastępca Dowódcy Generalnego Rodzajów Sił Zbrojnych w Dowództwie Generalnym Rodzajów Sił Zbrojnych, Warszawa
- 2017-2018 – szef Sztabu Generalnego Wojska Polskiego, Warszawa

## Awanse
- podporucznik – 1984
- porucznik – 1987
- kapitan – 1991
- major – 1996
- podpułkownik – 2000
- pułkownik – 2004
- generał brygady – 8 listopada 2008[10]
- generał dywizji – 1 sierpnia 2012[11]
- generał broni – 15 sierpnia 2016[12]
- generał – 22 lutego 2018[4]

## Ordery i odznaczenia
- Krzyż Komandorski Orderu Odrodzenia Polski – 2018[13][6][7]
- Krzyż Oficerski Orderu Odrodzenia Polski – 2017[14][15]
- Brązowy Krzyż Zasługi – 2002[16]
- Srebrny Medal za Długoletnią Służbę
- Gwiazda Iraku
- Złoty Medal „Siły Zbrojne w Służbie Ojczyzny”
- Złoty Medal „Za zasługi dla obronności kraju”
- Odznaka okolicznościowa „Medal 100-lecia ustanowienia SG WP” – 2017
- Odznaka „Za Zasługi dla ZKRPiBWP”
- Medal Pamiątkowy Wielonarodowej Dywizji Centrum-Południe w Iraku
- Honorowa Odznaka Organizacyjna „Za Zasługi dla Związku Piłsudczyków RP”
- Medal Błogosławionego ks. Jerzego Popiełuszki
- Medal „Pro Patria” – 2017[17]
- Odznaka Honorowa Wojsk Lądowych
- Odznaka tytułu honorowego „Zasłużony Żołnierz RP” II Stopnia (Srebrna) – 2017[18][19]
- Kordzik Honorowy Sił Zbrojnych RP (Wojska Lądowe) – 2013
- Szabla Honorowa Wojska Polskiego – 2019[8]
- Odznaka pamiątkowa 20 BZ
- Odznaka pamiątkowa 16 DZ
- Odznaka pamiątkowa SG WP
- Odznaka pamiątkowa DG RSZ
- Odznaka absolwenta Podyplomowych Studiów Polityki Obronnej AON
- Odznaka pamiątkowa Muzeum Wojska Polskiego w Warszawie – 2017